# Moqua Well
Moqua Well je malo podzemno jezero povrsine od 0,2 ha (za usporedbu, Modro jezero kod Imotskog povrsine je 40 ha), smješteno na pacifickom otoku Nauru, u okrugu Yaren, neposredno u blizini zracne luke. Iako je udaljeno tek oko 700 metara od jezerca Buada, s njim nema direktne veze. Jezero je od vitalnog znacaja za okrug i cijeli otok, za cije je stanovnistvo glavno crpiliste pitke vode. 
Oko jezera ima podzemnih špilja nazvanih Moqua Caves, također ispod Yarena. Lokacija se smatra turistickom atrakcijom otoka.

## Vanjske poveznice
- Pogled iz svemira